# الخرسعة
الخرسعة وهي قرية من قرى محافظة بيشة التابعة إلى منطقة عسير في المملكة العربية السعودية.

## التسمية والموقع
الخَرْسَعَةُ: بفتخ الخاء وراء ساكنة وفتح السين والعين وهاء.
والخرسعة قرية صغيرة من قرى آل منيع من أكلب وتقع على الضفاف الغربية لوادي بيشة وإلى شمال من مركز مدينة بيشة على بعد حوالي 45 كيلو متر وإلى الشرق من مركز النقيع على مسافة 3 أكيال وشمالها قرية الشقيقة، كما وتكثر فيها مزارع النخيل. وبجانبها تل يدعى تل الخرسعة.
وتضم القرية عدداً من المدارس والمساجد.